# Palacio de los Hurtado de Amézaga
El palacio de los Hurtado de Amézaga es un edificio singular situado en Güeñes (Vizcaya).

## Situación
El palacio se encuentra en un cerro sobre la carretera BI-3602, en la salida de Gueñes hacia Zalla.

## Historia
Construido sobre una antigua casa solariega anterior, el palacio se comenzó a construir por uno de los señores del lugar, Baltasar Hurtado de Amézaga, marqués de Riscal, con vistas a una visita del monarca Felipe V de España a cuyo servicio estaba. Esta no se llegó a producir, y en 1720, cuando Amézaga murió en Flandes, las obras quedaron inacabadas. Desde entonces el edificio se ha ido deteriorando, y hoy día sirve de pabellón para trabajos agrícolas y ganaderos.

## Características
De estilo barroco, su estructura y situación dominando el valle recuerdan a la arquitectura militar. Su planta es rectangular y presenta dos torres avanzadas en su fachada. Constituyen las armas de esta insigne casa un escudo dividido en tres cuarteles horizontales. En los dos inferiores se ven las aspas de San Andrés, un brazo con armadura sosteniendo la bandera roja de la Casa de Borgoña, y un lema a su alrededor que dice: «la bandera del vencido y el campo del vencedor»; y en el superior, en campo de oro, las águilas de la Casa de Hungría, concedidas por el emperador Leopoldo I al general de batalla Baron de Amézaga, por los notables servicios que le tenía prestados.

## Curiosidades
Conocido como "el Palacio de las Brujas" en la localidad, se cuentan sobre él varias leyendas sobre la muerte de los señores y el abandono de las obras.